# Имажинизм

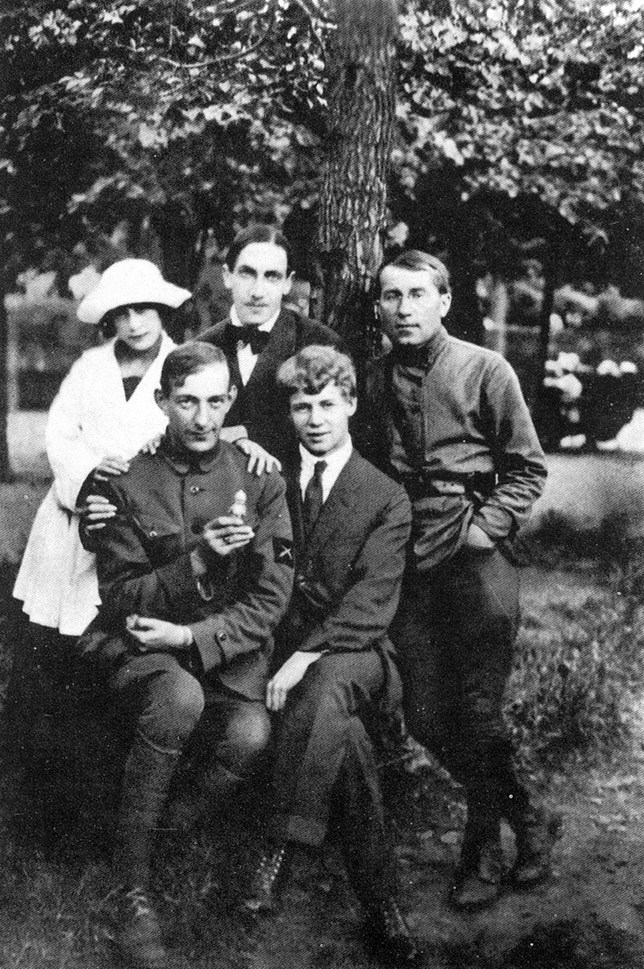
Сидят: Вадим Шершеневич, Сергей Есенин. Стоят: Фанни Шеришевская, Анатолий Мариенгоф, Иван Грузинов. 1919

Имажини́зм (от лат. imago — образ) — литературное объединение русских поэтов Серебряного века, существовавшее в 1918—1925 годы. Представители имажинизма заявляли, что цель творчества состоит в создании образа. Основное выразительное средство имажинистов — метафора, часто метафорические цепи, сопоставляющие различные элементы двух образов — прямого и переносного. Для творческой практики имажинистов характерен эпатаж, анархические мотивы.

## История

### Происхождение
На стиль и общее поведение имажинизма оказал влияние русский футуризм. По мнению некоторых исследователей, название восходит к английскому имажизму — англоязычной поэтической школе (Томас Эрнест Хьюм, Эзра Паунд, Томас Стернз Элиот, Ричард Олдингтон), знакомство с которым в России произошло после статьи Зинаиды Венгеровой «Английские футуристы» (сб. «Стрелец», 1915). Связь термина и концепции «имажинизм» с англо-американским имажизмом дискуссионна.

### Возникновение
Точкой отсчёта в истории имажинизма считается 1918 год, когда в Москве был основан «Орден имажинистов». Создателями «Ордена» стали приехавший из Пензы Анатолий Мариенгоф, бывший футурист Вадим Шершеневич и входивший ранее в группу новокрестьянских поэтов Сергей Есенин. Черты характерного метафорического стиля содержались и в более раннем творчестве Шершеневича и Есенина, а Мариенгоф организовал литературную группу имажинистов ещё в родном городе.
Имажинистскую «Декларацию», опубликованную 30 января 1919 года в воронежском журнале «Сирена» (а 10 февраля также в газете «Советская страна», в редколлегию которой входил Есенин, кроме них подписали поэт Рюрик Ивнев и художники Борис Эрдман и Георгий Якулов.
29 января 1919 года в Союзе поэтов состоялся первый литературный вечер имажинистов. К имажинизму также примкнули поэты Иван Грузинов, Матвей Ройзман, Александр Кусиков, Николай Эрдман, Лев Моносзон.

### Расцвет
В 1919—1924 годы имажинизм был наиболее организованным поэтическим движением в Москве; ими устраивались популярные творческие вечера в артистических кафе, выпускалось множество авторских и коллективных сборников, журнал «Гостиница для путешествующих в прекрасном» (1922—1924, вышло 4 номера), для чего были созданы издательства «Имажинисты», «Плеяда», «Чихи-Пихи» и «Сандро» (двумя последними руководил А. Кусиков). В 1919 году имажинисты вошли в литературную секцию Литературного поезда им. А. Луначарского, что дало им возможность ездить и выступать по всей стране. Это во многом способствовало росту их популярности. В сентябре 1919 года Есенин и Мариенгоф разработали и зарегистрировали в Московском совете устав «Ассоциации вольнодумцев» — официальной структуры «Ордена имажинистов». Устав подписали другие члены группы и его утвердил нарком просвещения Анатолий Луначарский. 20 февраля 1920 года председателем «Ассоциации» был избран Есенин.
Помимо Москвы («Орден имажинистов» и «Ассоциация вольнодумцев») центры имажинизма существовали в провинции (например, в Казани, Саранске, в украинском городе Александрии, где имажинистскую группу создал поэт Леонид Чернов. О возникновении петроградского «Ордена воинствующих имажинистов» было объявлено в 1922 году в «Манифесте новаторов», подписанном Алексеем Золотницким, Семёном Полоцким, Григорием Шмерельсоном и Влад. Королевичем. Потом, вместо отошедших Золотницкого и Королевича, к петроградским имажинистам присоединились Иван Афанасьев-Соловьёв и Владимир Ричиотти, а в 1924 году Вольф Эрлих.
Некоторые из поэтов-имажинистов выступали с теоретическими трактатами («Ключи Марии» Есенина, «Буян-остров» Мариенгофа, «2х2=5» Шершеневича, «Имажинизма основное» Грузинова). Имажинисты также приобрели скандальную известность своими эпатажными выходками, такими как «переименование» московских улиц, «суды» над литературой, роспись стен Страстного монастыря антирелигиозными надписями.

### Распад группы
Имажинизм фактически распался в 1925 году: в 1922 году эмигрировал Александр Кусиков. В 1924 году о роспуске «Ордена» объявили Сергей Есенин и Иван Грузинов. Другие имажинисты вынужденно отошли от поэзии, обратившись к прозе, драматургии, кинематографу, во многом ради заработка. Имажинизм подвергся критике в советской печати.
Деятельность «Ордена воинствующих имажинистов» прекратилась в 1926 году, а летом 1927 года было объявлено о ликвидации «Ордена имажинистов». Взаимоотношения и акции имажинистов были затем подробно описаны в воспоминаниях Мариенгофа, Шершеневича, Ивнева, Ройзмана.

## Последователи
К последователям имажинизма, или «младшим имажинистам», относилась поэтесса Надежда Вольпин, известная также как переводчица и мемуарист (мать Александра Есенина-Вольпина, математика и диссидента), Сергей Есенин, Александр Кусиков, Анатолий Мариенгоф, Вадим Шершеневич, Галина Владычина и др.
В 1993—1995 годах в Москве существовала развивавшая поэзию образов группа мелоимажинистов, в которую входили Людмила Вагурина, Анатолий Кудрявицкий, Сергей Нещеретов и Ира Новицкая.

## Основные имажинистские издания
- 1918 — Альманах поэтов «Явь»
- 1920 — Сборник «Харчевня зорь»
- 1920 — Сборник «Плавильня слов»
- 1920 — Сборник «Конница бурь»
- 1920 — Сборник «Конница бурь. Сборник 2»
- 1920 — Анатолий Мариенгоф. «Буян-остров»
- 1920 — Сергей Есенин «Ключи Марии»
- 1921 — В. Г. Шершеневич. «2х2=5: Листы имажиниста»
- 1921 — Львов-Рогачевский. «Имажинизм»
- 1921 — Иван Грузинов. «Имажинизма основное»
- 1921 — А. М. Авраамов «Воплощение: Есенин — Мариенгоф»
- 1921 — Рюрик Ивнев. «Четыре выстрела в Есенина, Кусикова, Мариенгофа, Шершеневича»
- 1922 — Журнал «Гостиница для путешествующих в прекрасном», № 1
- 1923 — Журнал «Гостиница для путешествующих в прекрасном», № 3
- 1924 — Журнал «Гостиница для путешествующих в прекрасном», № 4
- 1925 — Сборник «Имажинисты».

## Современные издания
- Поэты-имажинисты / Сост., подг. текста, биограф. заметки и примечания Э. М. Шнейдермана. — СПб.: Пб. писатель. М.: Аграф, 1997. — 536 с. (Библиотека поэта. Большая серия).

## Дополнительные материалы
- Декларация имажинизма
- Статья об 385 246-00-52/imaginists.html Статья о «малых имажинистах» 20-х годов и их тексты